# Грб Младеновца
Грб општине Младеновац у плавом пољу садржи наковањ, златни храстов тролист и два златна врча из којих тече вода која чини сребрну греду. На златној зиданој круни седи бели голуб раширених крила са златним нимбусом и са црвеним крстом. Држачи грба стоје на зеленом травнатом подножју, здесна бели коњ под пуном опремом и белим покривачем на којем је црвени двоглави орао који држи заставу Београда, а са лева црвени јелен златних рогова и папака прободен златном стрелицом који држи заставу Младеновца. У подножју су укрштени тоболац који носи ознаку белог двоглавог орла и златне стреле.
Два златна земљана врча представљају две минералне бање које се налазе на општини. Име Младеновац може потицати од речи млад, или од младице као младе биљке, коју овде симболише тролисни храст. Такође, храст је и симбол Свете Тројице, што је градска слава. Ово је млад и просперитетан град, настао вероватно 1883. године. Брзо је напредовао услед наглог развоја тешке индустрије, због чега златни изданак тј. младица храста израста из наковња.
У раном 15. веку, деспот Стефан Лазаревић, владар Србије, умро је у шумама планине Космај након несреће у лову. Држачи грба, подножје и одбачене стреле нам врло сликовито причају ову причу. Држачи штита држе два барјака, на левој страни је застава Београда а на десној застава Младеновца.
Грб је у употреби од 15. маја 2002. године, а његов аутор је Ладислав Бирон.

### Књиге и научни чланци
- Ацовић, Драгомир М. (2000). Грбови града Београда. Београд: Српска књижевна задруга.
- Ацовић, Драгомир М. (2008). Хералдика и Срби. Београд: Завод за уџбенике.  152135692
- фон Бирон, Алексеј (2009). „У част Деспота Стефана”. Оцило. I: 7.

### Правна регулатива
- „Статут градске општине Младеновац (пречишћен текст)” (PDF). Службени лист града Београда 40/10. 30. 11. 2010. стр. 5—16.
- „Одлука о употреби и заштити грба и заставе градске општине Младеновац” (PDF). Службени лист града Београда 15/10. 14. 5. 2010. стр. 23—25.